# STS-108
STS-108 (englisch Space Transportation System) ist die Missionsbezeichnung für einen Flug des US-amerikanischen Space Shuttles Endeavour (OV-105) der NASA. Der Start erfolgte am 5. Dezember 2001. Es war die 107. Space-Shuttle-Mission, der 17. Flug der Raumfähre Endeavour und der 12. Flug eines Shuttles zur Internationalen Raumstation (ISS).

## Mannschaft

### Shuttle-Besatzung
- Dominic Gorie (3. Raumflug), Kommandant
- Mark Kelly (1. Raumflug), Pilot
- Linda Godwin (4. Raumflug), Missionsspezialistin
- Daniel Tani (1. Raumflug), Missionsspezialist

### ISS-Crew Hinflug
ISS-Expedition 4:
- Juri Onufrijenko (Roskosmos/ Russland) (2. Raumflug), Kommandant
- Daniel Bursch (4. Raumflug), Bordingenieur
- Carl Walz (4. Raumflug), Bordingenieur

### Ersatz
- Gennadi Padalka (Roskosmos/ Russland) für Onufrijenko
- Stephen Robinson und Edward Fincke für Bursch und Walz

### ISS-Crew Rückflug
ISS-Expedition 3:
- Frank Culbertson (3. Raumflug), Kommandant
- Michail Tjurin (Roskosmos/ Russland) (1. Raumflug), Bordingenieur
- Wladimir Deschurow (Roskosmos/ Russland) (2. Raumflug), Bordingenieur

(nach einer Flugzeit von 128 Tagen, 20 Stunden und 45 Minuten zur Erde zurückgekehrt; Hinflug mit STS-105)

## Missionsüberblick
Eine große Anzahl verschiedener wissenschaftlicher Experimente wurde bei diesem Flug mit dem italienischen Mehrzweckmodul Raffaello zur ISS geliefert. Zudem wurde die Langzeitbesatzung der Internationalen Raumstation durch ein neues Team ersetzt. Insgesamt blieb die Endeavour acht Tage mit der Station verbunden, während der ein Weltraumausstieg durchgeführt wurde.

## Missionsverlauf
Die Endeavour brachte die vierte Stammbesatzung ISS-Expedition 4 zur Internationalen Raumstation. Mit an Bord war das Logistikmodul Raffaello, in dem knapp 3 t Versorgungsgüter, Experimentiermaterialien und Ersatzteile transportiert wurden. Das Ankoppeln an die Station erfolgte am 7. Dezember, 20.03 Uhr UTC. Knapp 3 Stunden später wurden die Luken geöffnet und nach einer kurzen Begrüßungszeremonie mit dem Entladen der Fracht begonnen. Am folgenden Tag wurde das Logistikmodul aus der Ladebucht des Shuttle gehoben und am Unity-Modul festgemacht.
Am 9. Dezember wurde das Kommando über die Station an die neue Besatzung übergeben. Zuvor waren die Schalensitze im Rettungsraumschiff ausgetauscht und die persönlichen Sachen der bisherigen Crew verpackt worden. Für ein geplantes Ausstiegsmanöver wurden die Luken wieder geschlossen.
Am 10. Dezember arbeiteten die Astronauten Godwin und Tani für 4:12 h im Weltraum. Zum Ausstieg benutzten sie die Schleuse der Endeavour. Zunächst montierten sie mehrere thermische Abdeckungen über den Motoren, mit denen die Solarzellenpaneele auf die Sonne ausgerichtet werden. Zuvor hatte man zeitweilige Spannungsspitzen festgestellt, die zu Beschädigungen führen könnten. Als Ursache vermutete man die großen Temperaturunterschiede zwischen Punkten mit Sonneneinstrahlung und Schatten. Das anschließend vorgesehene Sichern einer Halterung an einem der Solarzellenpaneele misslang. Danach wurde eine Antennenabdeckung geborgen, die während einer früheren Mission in einem Außencontainer zwischengelagert worden war. Schließlich befestigten Godwin und Tani noch zwei Schaltboxen außenbords der Station, die bei einem späteren Ausstieg benötigt werden.
Nach dem Ausstieg konnten die Verbindungsluken wieder geöffnet werden. Nun beteiligte sich auch die Shuttle-Crew an den Be- und Entladearbeiten im Frachtmodul Raffaello. Insgesamt wurden rund 2,4 t Nahrungsmittel, Bekleidung, Experimentiergut und Wartungsmaterial entladen und 0,8 t Verbrauchsmaterialien und Experimente (Advanced Protein Crystal Facility und DreamTime komplett, Dynamically Controlled Protein Crystal Growth und CBOSS nur Proben) zur Erde zurückgebracht. Für zusätzliche Reparaturen wurde der Flug um einen Tag verlängert. Die Instandsetzungen betrafen vor allem das Laufband und einen Kompressor im Klimasystem des Moduls Swesda.
Während des gemeinsamen Fluges wurde die Bahn des Komplexes während dreier planmäßiger Antriebsphasen um 17 Kilometer angehoben. Am 15. Dezember wurden die Triebwerke des Shuttle noch einmal benutzt, um einer alten Raketenendstufe aus den siebziger Jahren auszuweichen. Raffaello wurde zuvor wieder im Laderaum der Endeavour deponiert.
Nach dem Abkoppeln von der Station umflog der Shuttle diese teilweise, wobei viele Detailfotos gemacht wurden. Später wurde der kleine, mit 845 Spiegeln und 20 Laserreflektoren umhüllte Satellit Starshine 2 gestartet. Er diente Schülern aus 23 Ländern etwa 8 Monate lang als Referenzpunkt für Bahnvermessungen. Mit Hilfe dieser Messwerte kann die Dichte der oberen Schichten der Erdatmosphäre berechnet werden.
In der Ladebucht des Shuttle (Hitchhiker Payloads, Bild rechts) befanden sich mehrere, automatisch ablaufende, wissenschaftliche Experimente. Dazu zählten ein Experiment zur Erprobung eines vibrationsfreien Pumpsystems (Capillary Pumped Loop Experiment), welches Kapillarkräfte zur Wärmeaufnahme und für den Flüssigkeitskreislauf nutzt, ein experimentelles Messsystem für die Kosmische Hintergrundstrahlung (Prototype Synchrotron Radiation Detector), ein materialwissenschaftlicher Versuch (Collisions Into Dust Experiment 2), bei dem die Wechselwirkungen zwischen Gesteinsbrocken geringer Größe und Geschwindigkeit untersucht werden und eine ganze Reihe internationaler Experimente in einem Space Experiment Module (Argentinien, Portugal, Marokko, Australien).
Im Mitteldeck der Endeavour untergebracht war ein Brutkasten (Avian Development Facility), in dem sich 36 Eier von japanischen Wachteln befanden, deren Entwicklung in verschiedenen Stadien mit Hilfe eines Fixiermittels gestoppt wurde. Der Inkubator verfügt über eine präzise Steuerung für Temperatur, Luftfeuchtigkeit, Kohlendioxid- und Sauerstoffgehalt und kann von der Erde aus beobachtet und bedient werden. Die Wachteleier wurden vibrationsgedämmt gelagert und konnten in einer Zentrifuge einem dosierten künstlichen Schwerkraftersatz ausgesetzt werden. Im Commercial Biomedical Testing Module Experiment (CBTME) wurden 24 Labormäuse gehalten. Zwölf von ihnen wurden mit dem Medikament Osteoprotegerin gegen Osteoporose behandelt. Die anderen zwölf Tiere erhielten ein Placebo. Untersucht wurde außerdem die Ausbreitung von Schwelbränden in der Schwerelosigkeit (Microgravity Smoldering Combustion).
Am 9. und am 11. Dezember fanden auf der Erde und im Weltraum mehrere Zeremonien zum Gedenken an die Opfer der terroristischen Anschläge am 11. September in New York und Washington statt. Dazu waren Flaggen und Symbole verschiedener Organisationen an Bord der Endeavour. Dazu gehörten die New Yorker Feuerwehr und Polizei.
Die Endeavour landete nach erfolgreichem Flug auf der Betonpiste der Shuttle Landing Facility in Florida.

## Bilder

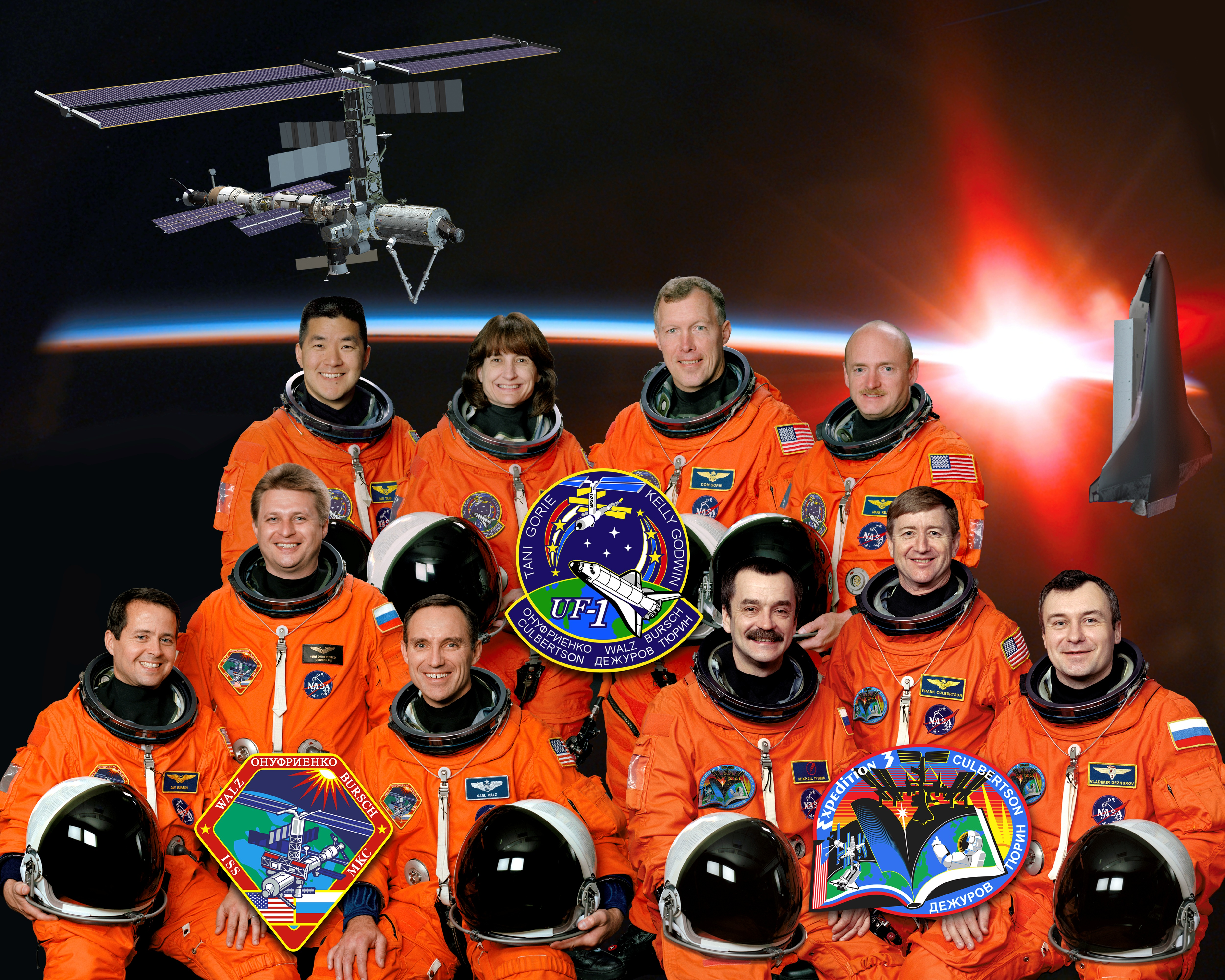
Shuttle-Besatzung mit den Crews der ISS-Expeditionen 3 und 4
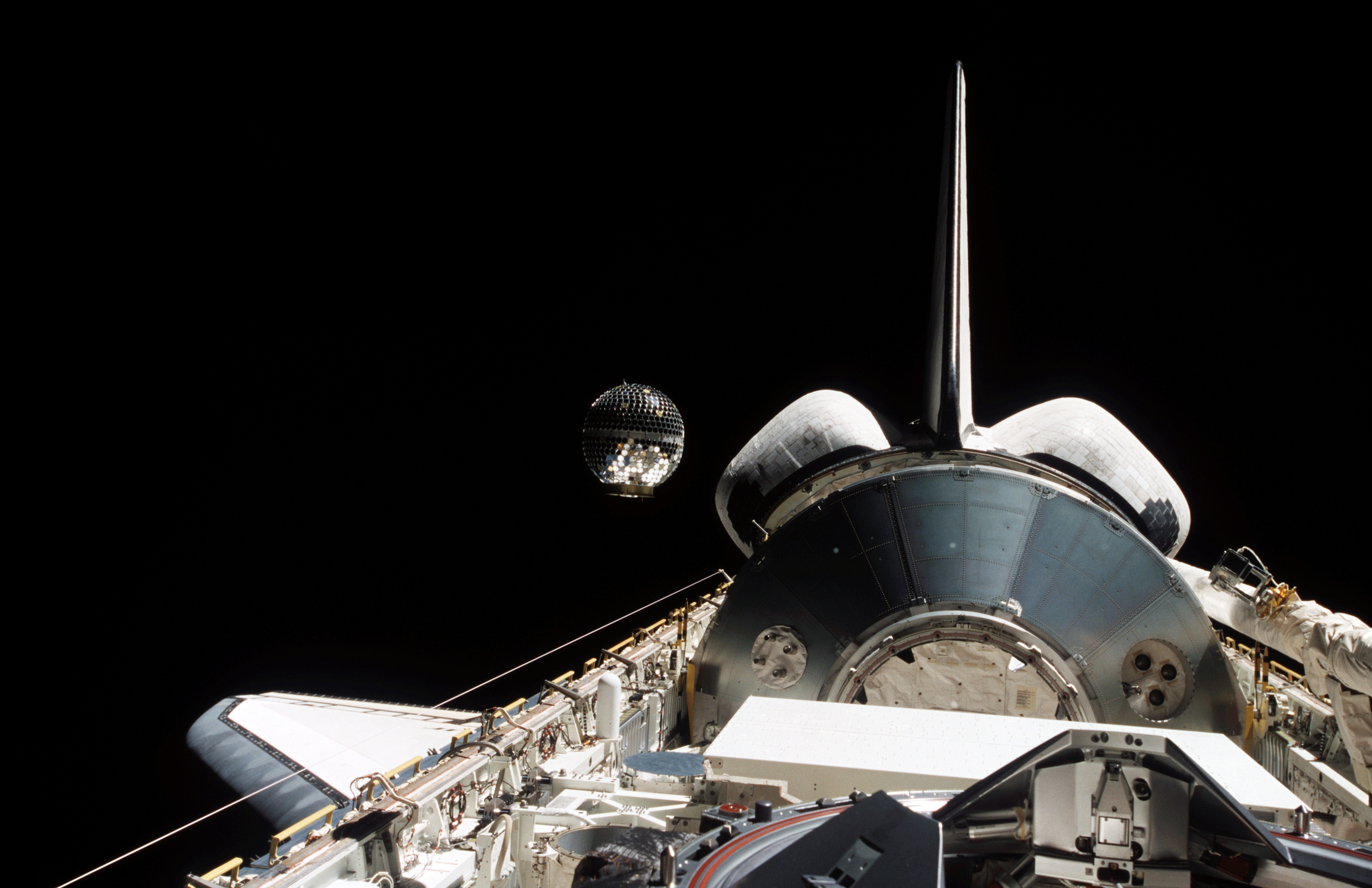
Aussetzen des Starshine-2 Satelliten